# Victor Willis
Victor Edward Willis (Dallas (Texas), 1 juli 1951) is een Amerikaans zanger, songwriter en acteur. Hij is de oorspronkelijke leadzanger van de discogroep Village People; zijn personages zijn de politieagent en de marineofficier.

## Biografie
Willis begon met zingen in de kerk van zijn vader en volgde acteerworkshops voor Afro-Amerikaanse jongeren. In 1976 schitterde Willis in de originele Broadway-productie van The Wiz; hij ontmoette er zijn eerste vrouw, de latere Cosby Show-actrice Phylicia Rashad (toen nog Phylicia Ayers-Allen).
Met Village People, opgericht in 1977, scoorde Willis hits als Y.M.C.A. – een van zijn bekendste stukken – en In the Navy. Daarnaast schreef hij ook voor The Ritchie Family, eveneens een discogroep.
Willis vertrok tijdens de voorbereidingen voor de film Can't Stop The Music waarvoor hij nog Magic Night en Milkshake had geschreven; Ray Simpson, een van de achtergrondzangers nam zijn plaats in. Willis nam een soloalbum op dat door rechtenkwesties en zoekgeraakte mastertapes pas in 2015 uitkwam.
In 1982 keerde Willis tijdelijk terug bij Village People; dit leverde geen nieuwe successen op.
In 2007 kwam Willis na 25 jaar van zijn drugsverslaving af en trad hij ten tweede male in het huwelijk; zijn huidige vrouw Karen is advocate en entertainmentmanager.
In september 2008 kreeg Willis, inmiddels verhuisd naar Wales met Village People een ster op de Hollywood Walk of Fame.
Na jarenlang te hebben geweigerd om Village People-nummers te zingen bracht hij in 2010 Y.M.C.A. ten gehore bij honkbalwedstrijden.
In 2016 verscheen hij in de Amerikaanse versie van Wie van de Drie.
In 2017 verwierf Willis de licentierechten op de groepsnaam en formeerde hij zijn eigen Village People; sinds 2018 is hij de officiële naamseigenaar.
- Bibsys: 2131669
- Biblioteca Nacional de España: XX1160492
- Bibliothèque nationale de France: cb16069080w (data)
- Gemeinsame Normdatei: 135039231
- International Standard Name Identifier: 0000 0001 0886 0388
- Library of Congress Control Number: n97009298
- MusicBrainz: 26d56801-e71b-47a9-b32f-35d0a09eb212
- Système universitaire de documentation: 099115964
- Virtual International Authority File: 33735050
- WorldCat: E39PBJgt8mvqG3qbfQb8yY3hHC